# Nils Kulneff
Nils Peter Kulneff, född 18 februari 1858 i Hässlunda socken, död 29 december 1928 i Eslöv, var en svensk läkare.
Nils Kulneff var son till lantbrukaren Paul Kulneff. Efter mogenhetsexamen i Helsingborg 1879 studerade han vid Lunds universitet och blev medicine kandidat 1883, medicine licentiat 1886 och 1891 medicine doktor där. År 1886 blev han distriktsläkare i Eslövs distrikt, var extra provinsialläkare där 1891–1924 och järnvägsläkare på linjen Sösdala-Eslöv från 1905 samt skolläkare i Eslöv. Kulneff föreläste som sökande till extraordinarie professuren i pediatrik och praktisk medicin vid Lunds universitet 1891 men återkallade 1892 sin ansökan. Han företog flera studieresor till Tyskland. Kulneff kom att bli en central gestalt i Eslöv, där han innehade ett flertal kommunala uppdrag, bland annat var han kommunfullmäktiges ordförande 1905–1909.